# 마르틴 레임
마르틴 레임(에스토니아어: Martin Reim, 1971년 5월 14일 ~ )은 에스토니아의 전 축구 선수이자 현 축구 지도자로 선수 시절 미드필더로 활약했으며 에스토니아 대표팀 내 역대 국제 A매치 최다 출전자이다.

## 같이 보기
- A매치 100경기 이상 출전한 축구 선수 명단